# 240022 Demitra
240022 Demitra è un asteroide della fascia principale. Scoperto nel 2001, presenta un'orbita caratterizzata da un semiasse maggiore pari a 3,1711042 UA e da un'eccentricità di 0,0742421, inclinata di 10,08670° rispetto all'eclittica.